# Epeolus australis
Epeolus australis (лат.) — вид земляных пчёл-кукушек рода Epeolus из подсемейства Nomadinae (Apidae).

## Распространение
Северная Америка: США.

## Описание
Мелкие слабоопушённые пчёлы, буровато-чёрные, с беловато-жёлтыми отметинами на теле как у ос и рыжевато-красными ногами. Длина менее 1 см (тело 7,5 мм; длина головы 2,0 мм; ширина головы 2,8 мм; длина переднего крыла 5,7 мм). Отличить E. australis от всех других североамериканских Epeolus можно по следующим морфологическим признакам: лобный киль сильно выпуклый, так что надклипеальная область отчётливо выступает при боковом виде; тергиты T1—T4 имеют полные фасции; а фасция T2 имеет пару переднебоковых расширений зубца, которые сильно сходятся в базальной части. У Epeolus chamaesarachae и Epeolus diadematus и обычно у Epeolus bifasciatus лобный киль также сильно выпуклый, но у первых двух видов вершинная область имеет две пары блестящих (обычно непунктированных) выступов, а у E. bifasciatus лобная область несёт пару гранулированных выступов, тогда как у E. australis лобная и вершинная области лишены выступов. Epeolus australis наиболее похож на Epeolus brumleyi, но у E. brumleyi лобный киль лишь слабо выпуклый, а пигидиальная пластинка самца шире (медиальная длина ≈ базальная ширина), чем у E. australis (медиальная длина ~1,5 × базальная ширина). Клептопаразиты, предположительно, пчёл рода Colletes, в гнёзда которых откладывают свои яйца.  Максиллярные щупики 1-члениковые. 2-й стернит брюшка матовый. У самок на 6-м стерните брюшка расположены ланцетовидные, мелко зазубренные отростки. В переднем крыле три радиомедиальных ячейки, 1-я из них много крупнее 3-й. Вершина радиальной ячейки (по форме она эллиптическая) удалена от переднего края крыла. Задние голени со шпорами.